# Hatibandha
Hatibandha (en bengali : হাতিবান্ধা) est une upazila du Bangladesh dans le district de Lalmonirhat. En 1991, on y dénombrait 172 417 habitants.